# Keri Hilson
 Der er for få eller ingen kildehenvisninger i denne artikel, hvilket er et problem. Du kan hjælpe ved at angive troværdige kilder til de påstande, som fremføres i artiklen.

Keri Lynn Hilson (født 5. december 1982 i Decatur, Georgia) er en amerikansk R&B sangerinde og sangskriver. Hun er en del af et kollektiv af sangskrivere og producere kendt som The Clutch.

## Musikalsk debut
Keri Hilson har skrevet musik for diverse kunstnere siden 2001. Hun har skrevet musik for Chris Brown, Britney Spears, Lil' Wayne, Fat Joe, Toni Braxton, Mary J. Blige, Usher, Ciara, the Pussycat Dolls, Avant, Ruben Studdard, B5, Diddy, Chingy, LeToya, Ludacris, Rich Boy, Jennifer Lopez, Shawn Desman, Kelly Rowland, Nicole Scherzinger, Lloyd Banks og Timbaland.
Hilson har også skabt sig en karriere som arrangør og baggrundsvokalist i mange af de sange hun selv har skrevet til andre. Hilson forblev stort set altid bag scenen indtil 2004, da hun medvirkede på Xzibit's single, "Hey Now (Mean Muggin')", til hans album, Weapons of Mass Destruction. Hun havde sin koncertdebut ved MTV Europe Awards 2004 hvor hun optrådte med Xzibit.
I 2006 kom Hilson tilbage, denne gang i videoen til Nelly Furtado's single "Promiscuous". Siden da har Hilson skrevet kontrakt med Timbalands Mosley Music Group. De to arbejder i øjeblikket på hendes debutalbum, som forventes at blive produceret med hjælp fra Timbaland, Danja, Xzibit, Polow Da Don, The Underdogs, Organized Noize, Bangladesh, Tha Cornaboyz, Tony Dixon, Eric Dawkins, Tank og Snoop Dogg, Ludacris og Justin Timberlake skulle medvirke. Polow Da Don har bekræftet at Hilsons første single vil blive "Henny and Apple Juice" med Snoop Dogg og Ludacris.
Samme år medvirkede hun på "Help", den anden single fra Lloyd Banks' Rotten Apple.
I 2007 medvirkede Hilson på flere numre fra Timbalands album, Shock Value. Hun medvirker på "The Way I Are", "Scream" og "Miscommunication". 
Hilson er baggrundsvokalist på Britney Spears' album Blackout som også er fra 2007.
I 2008 Skrev hun også en duet med Kanye West og Ne-Yo som hedder "knock you down"